# Caproni Ca.113
Le Caproni Ca.113   est un avion-école italien produit par Caproni dans les années 1930 et 1940.

## Sa conception
Le Caproni Ca.113 était un avion biplan produit en Italie et sous licence en Bulgarie dans les années 1930. Conçu comme une suite du Ca.100, c'était un avion plus puissant et robuste capable de voltige. Sa conception est classique avec deux cockpits en tandem et une baie unique à ailes décalées.

## Son emploi
L'avion est destiné aussi bien à l'aviation civile et à celle militaire. En Italie, il est utilisé par la Regia Aeronautica pour la formation des pilotes militaires

## Performances
Les capacités du Ca.113 ont été démontrées par la victoire de Mario De Bernardi au Trophée voltige Cleveland, à la course aérienne de 1931 et par l'établissement de divers records aériens, comme un record du monde d'altitude de 14 433 m (47 352 ft) établi par Renato Donati le 11 avril 1934, le record monde féminin d'altitude de 12 010 m (39 400 ft) établi par la comtesse Carina Negrone en 1935 et le record du monde d'endurance pour le vol inversé établis par Tito Falconi en 1933 lors du US National Air Races, vol inversé de Los Angeles à San Diego et après la compétition de course il a fait un vol inversé entre Saint-Louis et Chicago.

## Production sous licence en Bulgarie
Le Ca.113 a été également produit sous le nom de Chuchuliga (« Alouette ») par la filiale que Caproni a établi à Kazanlak en Bulgarie. L'avion a été produit à 107 exemplaires dans diverses versions désignées KB-2, KB-3, 4-KB et KB-5 entre 1938. Des modèles armés ont été affectés à la Force aérienne royale bulgare, où ils ont été service jusqu'à ce que le pays soit envahi par l'Union soviétique.